# Cementiet
Cementiet is een van de stabiele fasen van staal en bestaat uit chemische verbindingen van drie ijzeratomen en een koolstofatoom, oftewel ijzercarbide (Fe3C). Het ontstaat bij een ijzer-koolstofmengsel dat voor 93,33% uit ijzer en 6,67% uit koolstof bestaat, er wordt dan 100% cementiet gevormd (punt c in de tabel).

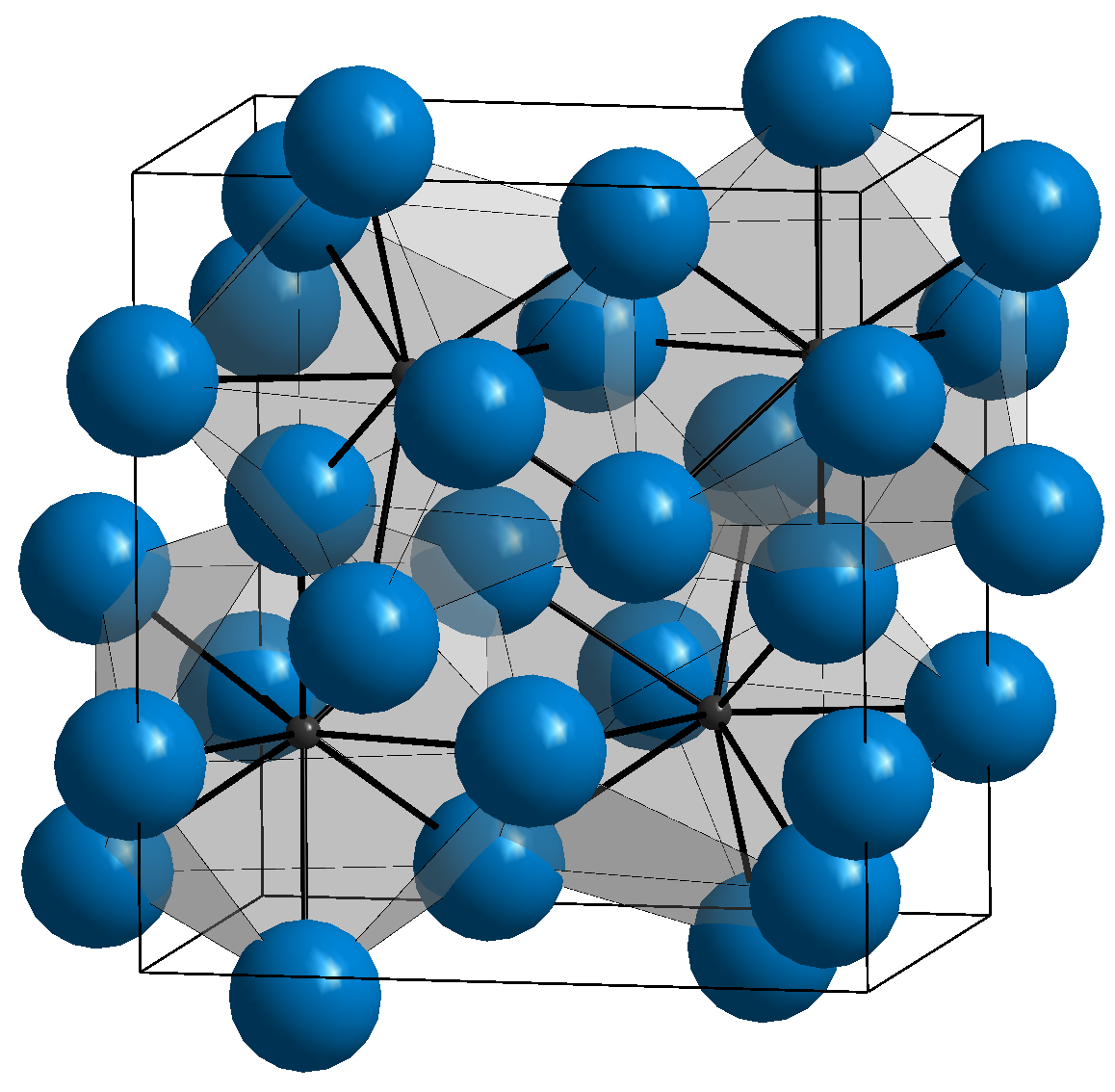
Kristalstructuur van cementiet

Cementiet is een hard materiaal, maar het is ook erg bros. Dat wil zeggen dat het nauwelijks te vervormen is, maar dat het wel snel breekt. Materiaal dat voor 100% uit cementiet bestaat is onbruikbaar. Cementiet wordt dan ook nooit voor technische toepassingen gebruikt. Wanneer een ijzer-koolstofmengsel meer dan 6,67% koolstof bevat, komt de rest van de koolstof naast cementiet voor als grafiet; een dergelijk materiaal valt als (sigaretten)as uit elkaar.
Alle toepassingen van cementiet zijn daarom bij een lager koolstofpercentage. Er ontstaat dan een tweefasig materiaal (cementiet + ferriet) dat perliet wordt genoemd (gebieden f en g in de tabel).
Cementiet is niet stabiel, na verloop van tijd valt het uit elkaar: Fe3C → 3 Fe + C.